# NGC 5246
NGC 5246 је спирална галаксија у сазвежђу Девица која се налази на NGC листи објеката дубоког неба.
Деклинација објекта је + 4° 6' 16" а ректасцензија 13h 37m 29,3s. Привидна величина (магнитуда) објекта NGC 5246 износи 13,9 а фотографска магнитуда 14,7. NGC 5246 је још познат и под ознакама UGC 8612, MCG 1-35-17, CGCG 45-50, IRAS 13349+0421, PGC 48128.